# يونوت زاهاريا
يونوت زاهاريا هو لاعب كرة قدم روماني في مركز الهجوم، ولد في 19 يوليو 2003 في Moreni ‏ في رومانيا. لعب مع نادي أسترا جورجو.

## وصلات خارجية
- يونوت زاهاريا على موقع قاعدة بيانات كرة القدم.إي يو (الإنجليزية)
- يونوت زاهاريا على موقع Soccerway.com (الإنجليزية)